# Vaidas Bacys
Vaidas Bacys (* 18. Dezember 1971 in Kolainiai, Rajongemeinde Kelmė) ist ein litauischer Lehrer, Schuldirektor und ehemaliger Politiker, Vizeminister der Bildung.

## Leben
Nach dem Abitur 1989 an der Salduvės-Mittelschule Šiauliai absolvierte Vaidas Bacys 1994 das Diplomstudium der Geschichte am Pädagogischen Institut der litauischen Hauptstadt Vilnius.
Ab 1999 leitete er als Direktor das Didždvario-Gymnasium Šiauliai (ab 1994 und nach einer Pause ab 2013 lehrte er dort als Lehrer das Schulfach Geschichte). Ab 2009 war er Vizeminister, Stellvertreter von Gintaras Steponavičius, des liberalen Bildungsministers Litauens. Ab 2014 leitete er die Hauptschule Aukštelkė, ab  2017 die Schule Kurtuvėnai, ab 2018 die Schule Bubiai. Er leitet die Hauptschule von Dubysos aukštupio in der Rajongemeinde Šiauliai.
Von 2011 bis 2015 und von  2019 bis 2020 war Vaidas Bacys Mitglied im Rat der Stadtgemeinde Šiauliai. Von 2015 bis 2016 war er Berater des Bürgermeisters Artūras Visockas.  Er nahm an Kommunalwahlen in Litauen 2015 und Kommunalwahlen in Litauen 2023 teil. Er war Listenführer  liberaler Parteien. 
Vaidas Bacys ist Mitglied der Laisvės partija. Ab 1988 war er Mitglied von Sąjūdis und danach der Lietuvos Respublikos liberalų sąjūdis.